# Roquefortina C
La roquefortina C es una micotoxina producida por varios hongos, particularmente especies del género Penicillium. Fue aislada por primera vez del hongo Penicillium roqueforti, una especie utilizada comercialmente para la elaboración de Roquefort, Danablu, Stilton y Gorgonzola.
La roquefortina C es una potente neurotoxina.

## Compuestos relacionadas
- Aristoloqueno
- Aflatoxina
- Patulina